# Murindó
Murindó este un municipiu din departamentul Antioquia, Columbia.